# Estación de Algés
La Estación Ferroviaria de Algés es una plataforma de la Línea de Cascaes, que sirve a la parroquia de Algés, en el Ayuntamiento de Oeiras, en Portugal. La estación cuenta con tres líneas y un paso inferior peatonal, efectuando parada aquí todos los convoyes de la Línea de Cascaes.

## Descripción

### Localización y accesos
Esta plataforma tiene acceso por la travesía de la Estación de Algés, en la localidad de Algés.

### Vías y plataformas
En enero de 2011, presentaba tres vías de circulación, con 261, 239 y 233 metros de longitud; las plataformas tenían todas 110 centímetros de altura, y 200 metros de extensión.

## Historia

### Inauguración
El tramo entre Cascaes y Pedrouços de la Línea de Cascaes, donde se inserta esta estación, fue inaugurado el 30 de septiembre de 1889, con vía doble.

### sigloXX
En 1902, fue aquí instalada, a título experimental, una señal que avisaba con anterioridad de la partida de los convoyes a Cais do Sodré.
En 1933, se efectuaron trabajos de conservación en el edificio de la estación.

## Conexiones con otros operadores
- Carris:

- 15 Plaza da Figueira - Algés
- 98 Fundación Champallimaud - Algés
- 723 Campo dos Mártires da Pátria - Algés
- 729 Barrio Padre Cruz - Algés
- 750 Estación Oriente - Algés
- 751 Estación Campolide - Linda-a-Velha
- 776 Facultad Motricidade Humana - Algés

- Vimeca:

- 1 Portela - Algés (por Carnaxide)
- 2 Queijas - Algés (por Carnaxide)
- 6 Queijas - Algés (Directa)
- 10 Alfragide - Algés (por Carnaxide)
- 12 Estación Monte Abraão - Algés (por Carnaxide)
- 20 Amadora Est. Sur - Algés (Direta)
- 114 Amadora Est. Sur - Algés (por Carnaxide)
- 149 Belém - Mira Sintra (por Queluz)
- 162 Falagueira - Algés (por Damaia y Alfragide)